# アンティ・ヒュベリネン
アンティ・アブラム・ヒュベリネン（よりフィンランド語に近い表記ではアンッティ・アブラム・ヒュヴァリネン、Antti Abram Hyvärinen、1932年6月21日 - 2000年1月13日）はフィンランド、ロバニエミ出身の元スキージャンプ選手、指導者。

## プロフィール
1952年のオスロオリンピックに19歳で出場し7位となる。
4年後のコルティナダンペッツォオリンピックでは見事に金メダルを獲得、オリンピックではノルウェー勢以外で初めての金メダリストとなった。
同年のホルメンコーレンスキー大会でも優勝、フィンランドスポーツマンオブザイヤーに輝いた。
現役引退後、出身地ロバニエミのスキークラブ Ounasvaaran Hiihtoseuraのコーチに就任、1960年から1964年にはフィンランドスキー連盟のジャンプ台設計委員を務めた。
2000年1月13日、ドイツ、ヘッセン州バド・ノイハイムで死去。